# 堀江オルゴール博物館
堀江オルゴール博物館（ほりえオルゴールはくぶつかん）は、兵庫県西宮市苦楽園にあるオルゴールや自動演奏楽器の私設博物館。運営は、公益財団法人堀江オルゴール博物館。

## 概要
堀江光男（又永化工株式会社創業者）が世界を周り収集した360台以上のアンティークオルゴールや自動演奏楽器の展示と定時演奏及び案内・解説を行っている。ロシアのロマノフ王朝最後の皇帝ニコライ2世愛用のシリンダーオルゴールや、アレクサンドラ皇后のディスクオルゴールのほか、ドイツの城で使用されていたものという自動演奏楽器「3台ヴァイオリン」のオリジナル（他の博物館のものはレプリカのものが多い）など貴重な品を多数含む、質・量とも日本最大の個人コレクションである。
博物館は3階建てになっており、1日に3回完全予約制で学芸員の案内による博物館内の見学を行うことができる。各フロアにあるオルゴールの解説と実際の演奏が行われる。常設展のほか、特別演奏会なども年に数回開催されている。
春と秋には約800坪の庭園も特別公開される。
兵庫県博物館協会加盟館。博物館法に基づく兵庫県教育委員会登録博物館である。またひょうごっ子ココロンカードの対象施設になっている。

## 主な収蔵品
- 「ニコライ二世」ベーカーアンドトロール（1878年頃）スイス
- 「シンフォニオン・エロイカ」シンフォニオン社（1886-1890年頃）ドイツ
- 「マハラジャ」ベーカーアンドトロール（1880年頃）スイス
- 「サミュエル・トロール」サミュエル・トロール（1880年頃）スイス
- 「シンフォニオン・エロイカ」シンフォニオン（1886～1890年頃）ドイツ
- 「シンフォニオン・スタイル92」シンフォニオン社（1900年代）ドイツ
- 「ポリフォン・ホールクロック"ゲイシャ"スタイル62」ポリフォン社（1890-1895年頃）ドイツ
- 「ステラ・インペリアル・オーケストラル・グランド202」メルモ・フレール（1890年頃）スイス

## 一覧
- シリンダーオルゴール ― 153台
- ディスク・オルゴール ― 108台
- オートマタ ― 15台
- オーケストリオン・オルガン ― 16台
- プレーヤーピアノ ― 12台
- バンジョー ― 1台
- ヴァイオリン ― 4台
- 蓄音機 ― 7台
- オルゴールの小品 ― 16台

## 施設概要
- 開館日：火曜日～日曜日・祝日　(完全予約制)  ※火曜日・水曜日は15名以上の団体のみの受付
- 休館日：月曜日　※月曜日が祝日の際は火曜日　夏季休館・冬季休館あり
- 博物館案内時間 - (1)10:30~ (2)13:00〜　(3)15:00〜

## 交通アクセス
- 阪急神戸本線 夙川駅から阪急バス「苦楽園」下車 徒歩10分
- JR 芦屋駅から阪急バス「苦楽園」下車 徒歩10分
- 阪急神戸本線 夙川駅およびJR芦屋駅からタクシー約1５分

## 周辺情報
- 黒川古文化研究所
- 北山緑化植物園
- 六麓荘町